# Rotatiegetal
In de theorie van dynamische systemen is het rotatiegetal een invariant van homeomorfismen van de cirkel.
Het rotatiegetal werd in 1885 voor het eerst gedefinieerd door Henri Poincaré met betrekking tot de precessie van het perihelium van planetaire banen. Poincaré bewees later een stelling die het bestaan van periodieke banen in termen van rationaliteit van het rotatiegetal kenmerkte.